# Olympische Jugend-Sommerspiele 2018/Teilnehmer (Schweden)
| Gelbes Symbol für Goldmedaillen mit stilisierten Olympischen Ringen | Graues Symbol für Silbermedaillen mit stilisierten Olympischen Ringen | Braundes Symbol für Bronzemedaillen mit stilisierten Olympischen Ringen |
| ------------------------------------------------------------------- | --------------------------------------------------------------------- | ----------------------------------------------------------------------- |
| 3                                                                   | 2                                                                     | 1                                                                       |

Die Jugend-Olympiamannschaft aus Schweden für die III. Olympischen Jugend-Sommerspiele vom 6. bis 18. Oktober 2018 in Buenos Aires (Argentinien) bestand aus achtzehn Athleten.
Fahnenträger bei der Eröffnungsfeier war der Golfspieler Ludvig Eriksson, der im Einzel 26. und im Mixed-Wettbewerb mit Amanda Linnér 23. wurde. Am erfolgreichsten war die Nation im Schwimmen: Sara Junevik gewann Gold über 50 Meter Schmetterling, Robin Hanson Silber über 200 Meter Freistil und Bronze über 100 Meter Freistil. Ebenfalls Gold gewannen die Ringerin Jonna Malmgren im Freistil bis 49 Kilogramm und die Beachvolleyballer Jonatan Hellvig und David Åhman. Ferner gewann Elin Lindroth Silber im Ruder-Einer. Schließlich gewann die Badmintonspielerin Ashwathi Pillai Gold und die Turnerin Tonya Paulsson Bronze, beide im gemischten Team, dessen Medaillen nicht in den offiziellen Medaillenspiegel mit einflossen.

## Athleten nach Sportarten

### Badminton
Mädchen
- Ashwathi Pillai
Einzel: Gruppenphase
Mixed: Gold  (im Team Alpha)

### Beachvolleyball
Jungen
- Jonatan Hellvig & David Åhman
Gold

### Golf
| Mädchen - Amanda Linnér Einzel: 26. Platz Mixed: 30. Platz | Jungen - Ludvig Eriksson Einzel: 26. Platz Mixed: 23. Platz |

### Ringen
Mädchen
- Jonna Malmgren
Klasse bis 49 kg: Gold
- Julia Fridlund
Klasse bis 73 kg: 5. Platz

### Rudern
Mädchen
- Elin Lindroth
Einer: Silber

### Schwimmen
| Mädchen - Hannah Brunzell 50 m Brust: 10. Platz (Halbfinale) 100 m Brust: 6. Platz 200 m Brust: 11. Platz (Vorrunde) 200 m Lagen: 25. Platz (Vorrunde) 4 × 100 m Lagen Mixed: 11. Platz (Vorrunde) - Sara Junevik 50 m Freistil: 28. Platz (Vorrunde) 100 m Freistil: 31. Platz (Vorrunde) 50 m Rücken: 29. Platz (Vorrunde) 50 m Schmetterling: Gold 100 m Schmetterling: 5. Platz 4 × 100 m Lagen Mixed: 11. Platz (Vorrunde) - Julia Månsson 50 m Brust: 17. Platz (Vorrunde) 100 m Brust: 12. Platz (Halbfinale) 200 m Brust: 15. Platz (Vorrunde) | Jungen - Robin Hanson 50 m Freistil: 7. Platz 100 m Freistil: Bronze 200 m Freistil: Silber 400 m Freistil: 11. Platz (Vorrunde) 50 m Schmetterling: 16. Platz (Halbfinale) 200 m Schmetterling: DNS 4 × 100 m Lagen Mixed: 11. Platz (Vorrunde) - Björn Seeliger 50 m Freistil: 5. Platz 100 m Freistil: 26. Platz (Vorrunde) 100 m Rücken: DNS 4 × 100 m Lagen Mixed: 11. Platz (Vorrunde) |

### Taekwondo
Mädchen
- Rim Bayaa
Klasse bis 49 kg: Viertelfinale

### Tischtennis
Jungen
- Truls Möregårdh
Einzel: Viertelfinale
Mixed: 4. Platz (mit Sabina Šurjan  Serbien)

### Triathlon
Jungen
- Andreas Carlsson
Einzel: 4. Platz
Mixed: DNF (im Team Europa 2)

### Turnen
| Mädchen - Tonya Paulsson Einzelmehrkampf: 7. Platz Stufenbatten: 7. Platz Mixed Bronze (im Team Oksana Chusovitina) | Jungen - Marcus Stenberg Einzelmehrkampf: 17. Platz Mixed: 5. Platz (im Team Dong Dong) |